# German American Heritage Center (Davenport)

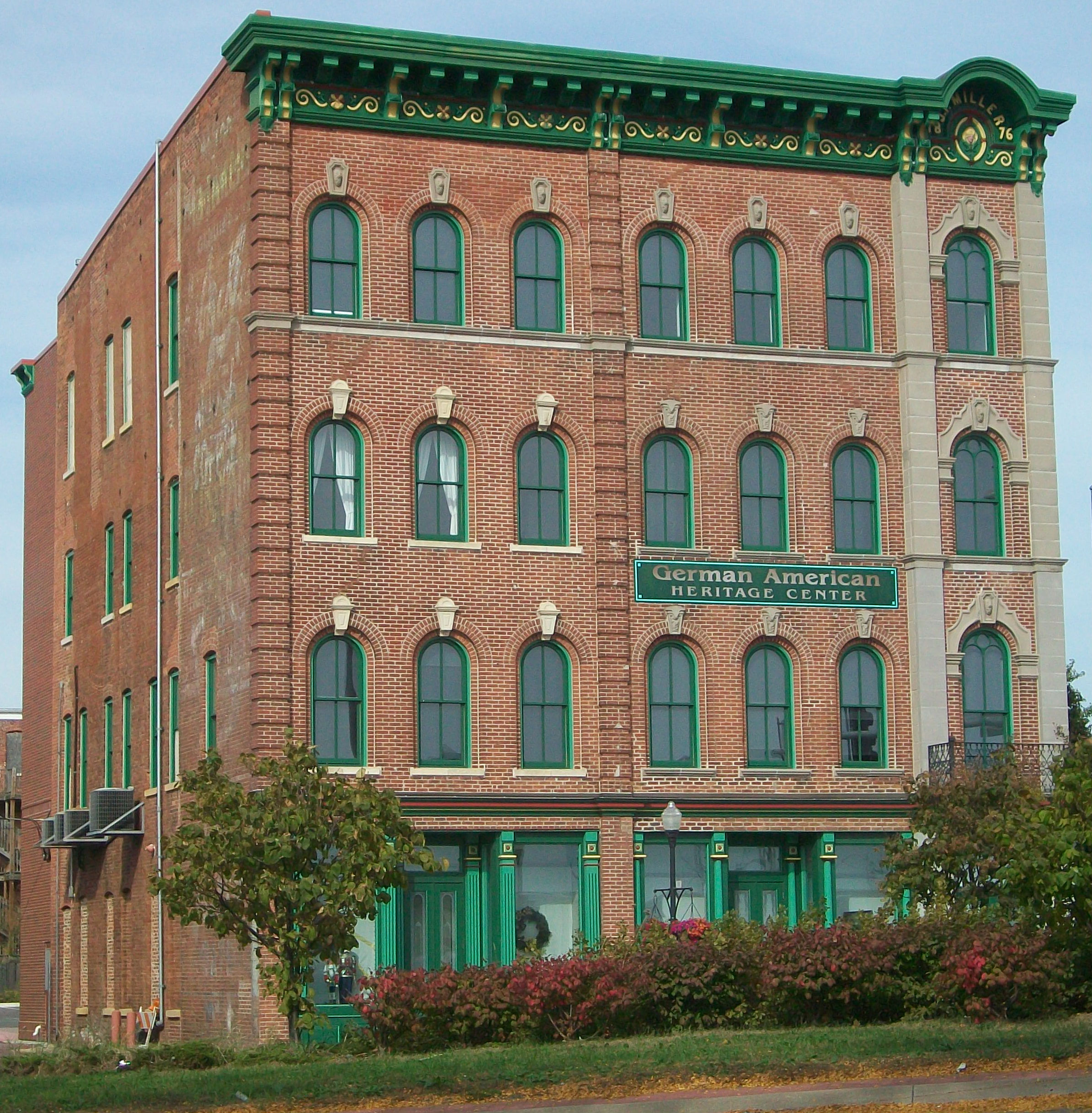
Heritage Center und Museum

Das German American Heritage Center in Davenport ist ein deutsch-amerikanisches Kulturzentrum mit Einwanderungsmuseum zur deutschen Einwanderung in die Vereinigten Staaten und wurde 1994 gegründet. Es zeigt die Geschichte deutscher Einwanderer in den Mittleren Westen.
Davenport war ein Zentrum der deutschen Einwanderung und zahlreiche Immigranten hinterließen ihre Spuren auf dem Weg in den Mittleren Westen, da dort die erste Eisenbahnbrücke über den Mississippi führte. Davenport gilt als eine sehr deutsche Stadt und in den umliegenden Staaten wurde bei der Volkszählung im Jahr 1900 jeder Zweite als deutscher Einwanderer oder Nachfahre eines Deutschen gezählt. Das 1870 erbaute Germania House, in dem sich jetzt das Kulturzentrum mit Museum befindet, war ursprünglich eines der ersten Gästehäuser und Tausende von deutschen Migranten übernachteten dort. Das Gebäude steht unter Denkmalschutz.
Das Museum hat eine große ständige Ausstellung mit dem interaktiven Teil German Immigrant Experience und zusätzlich bietet es jeweils zwei Wechselausstellungen. Ziel des Zentrums ist es die deutsche Kultur zu erhalten und das Wissen um sie an kommende Generationen weiterzugeben.

## Weblink
- Offizielle Homepage